# Caenophthalmus gracilis
Caenophthalmus gracilis är en tvåvingeart som beskrevs av Lyneborg 1976. Caenophthalmus gracilis ingår i släktet Caenophthalmus och familjen stilettflugor. Inga underarter finns listade.